# Comuna Horlupî, Kiverți
Horlupî (în ucraineană Хорлупи) este o comună în raionul Kiverți, regiunea Volînia, Ucraina, formată din satele Horlupî (reședința) și Palce.

## Demografie
Componența lingvistică a satului Horlupî
     Ucraineană (99,82%)
     Alte limbi (0,18%)
Conform recensământului din 2001, majoritatea populației satului Horlupî era vorbitoare de ucraineană (99,82%), existând în minoritate și vorbitori de alte limbi.